# 罗斯费尔德
罗斯费尔德（法語：Rossfeld，法語發音：[ʁɔsfɛld]）是法国下莱茵省的一个市镇，属于塞莱斯塔-埃尔什泰因区。

## 地理
罗斯费尔德（48°20'21"N, 7°36'57"E）面积6.15 平方千米，位于法国大東部大區下莱茵省，该省份为法国大陆部分最东部的省份，是阿尔萨斯的一部分，今与上莱茵省组成了阿尔萨斯欧洲集体，其南至上莱茵省，西南接孚日省和默尔特-摩泽尔省，西接摩泽尔省，北与德国接壤。
与罗斯费尔德接壤的市镇（或旧市镇、城区）包括：维特奈姆、本费尔德、弗里瑟奈姆、埃尔布桑、伊尔瑟奈姆、于特奈姆。
罗斯费尔德的时区为UTC+01:00、UTC+02:00（夏令时）。

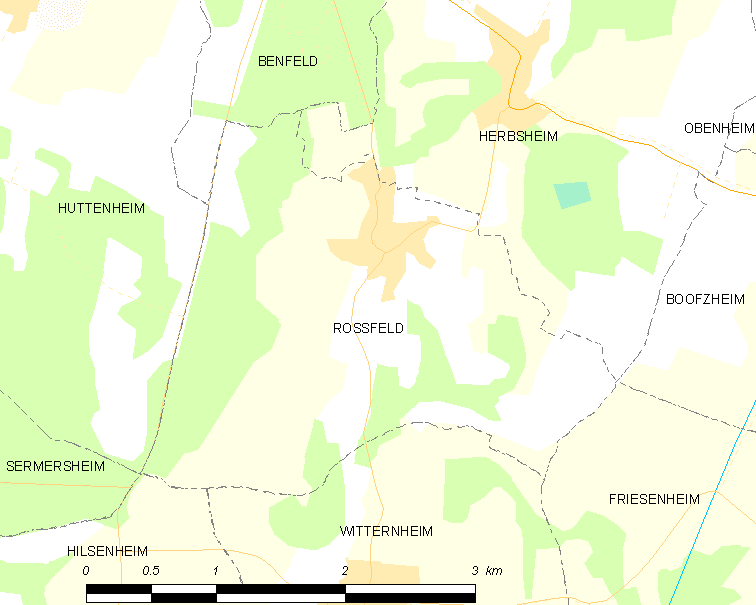
罗斯费尔德的OSM定位图

## 行政
罗斯费尔德的邮政编码为67230，INSEE市镇编码为67412。

## 政治
罗斯费尔德所属的省级选区为埃尔什泰因区。

## 人口

1962-2008年间罗斯费尔德人口变化图示

罗斯费尔德于2022年1月1日时的人口数量为1030人。